# 加藤英幸
加藤 英幸（かとう ひでゆき、1947年6月30日 - ）は、日本のヤクザ。指定暴力団・住吉会代表代理。十三代目幸平一家総長。

## 来歴
福島県福島市生まれ。福島県立福島高等学校時代は水泳部のキャプテン、国士舘大学時代は武道会派に所属した。
大学下級生時代から渋谷の住吉会幸平一家池田会の事務所に出入りし池田会若頭補佐に就任し組織の広域化に尽力。
1970年代に池田会と極東会による池袋抗争（十年戦争）勃発。1983年、抗争の拡大が懸念される中、住吉連合会会長・堀政夫と極東関口三浦連合総長・松山眞一の話し合いで和解、抗争終結。関東博徒の親睦団体である関東二十日会は、「一般民間人又は警察官並びにその抗争とはなんら関係のない人等に向かって危害を加えた場合は破門又は絶縁処分とする」との規定から池田会会長・池田烈を赤字破門処分、池田会は解散となる。
幸平一家内に加藤総業を結成し組長となる。新宿歌舞伎町を根拠地とし激しい抗争を繰り返すことから住吉会きっての武闘派組織として知られる。
十三代目幸平一家総長を継承する。住吉会では渉外委員長、総本部長を経て、九代目住吉会代表代理・特別後見人を務めるなど住吉会最高幹部を歴任。
山健組組長から神戸山口組を興した井上邦雄とは兄弟分である。道仁会会長の小林哲治とは兄弟分である。
巨大な指定暴力団組織の中枢にいながら起訴歴（逮捕歴は1997年にボディガードの拳銃不法所持の共犯に問われたものがあるが、不起訴）がなかったが、2013年、ヤクザの身分を隠してゴルフをしたとして警視庁に逮捕、起訴された。裁判で無罪確定。
日本一の繁華街・歌舞伎町の顔として君臨しながらも、質素な生活を貫くことでも知られている。若手の憧れ対象として名が上がることが多く、ファンも多い。